# Burgstall Leupoldstein

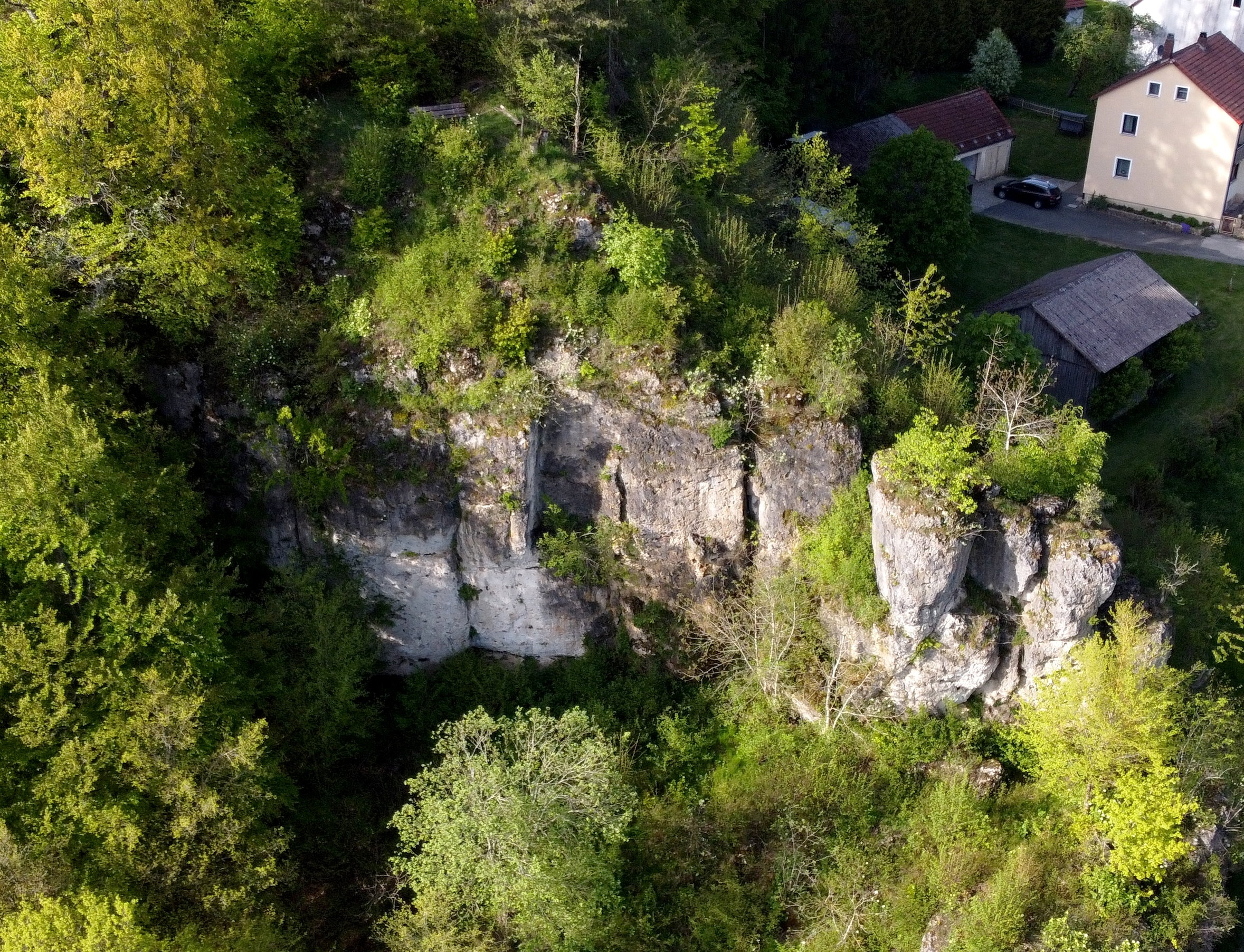
Luftbild des Burgstalls Leupoldstein aus südlicher Richtung.

Der Burgstall Leupoldstein ist der Rest einer abgegangenen hochmittelalterlichen Spornburg, die sich einst auf einem steil aufragenden Dolomitfelsriff erhob. Der Burgstall liegt unmittelbar südwestlich über dem Dorf Leupoldstein in der Gemeinde Betzenstein im oberfränkischen Landkreis Bayreuth in Bayern, Deutschland. Die vermutlich schon sehr früh, um das Jahr 1100, gegründete Burg wurde um das Jahr 1397 von König Wenzel wegen Raubrittertums zumindest teilweise zerstört, das endgültige Ende kam etwa 30 Jahre später im Hussitenkrieg. Von der Burg sind nur noch wenige überwachsene Grundmauerreste vorhanden.

## Geographische Lage

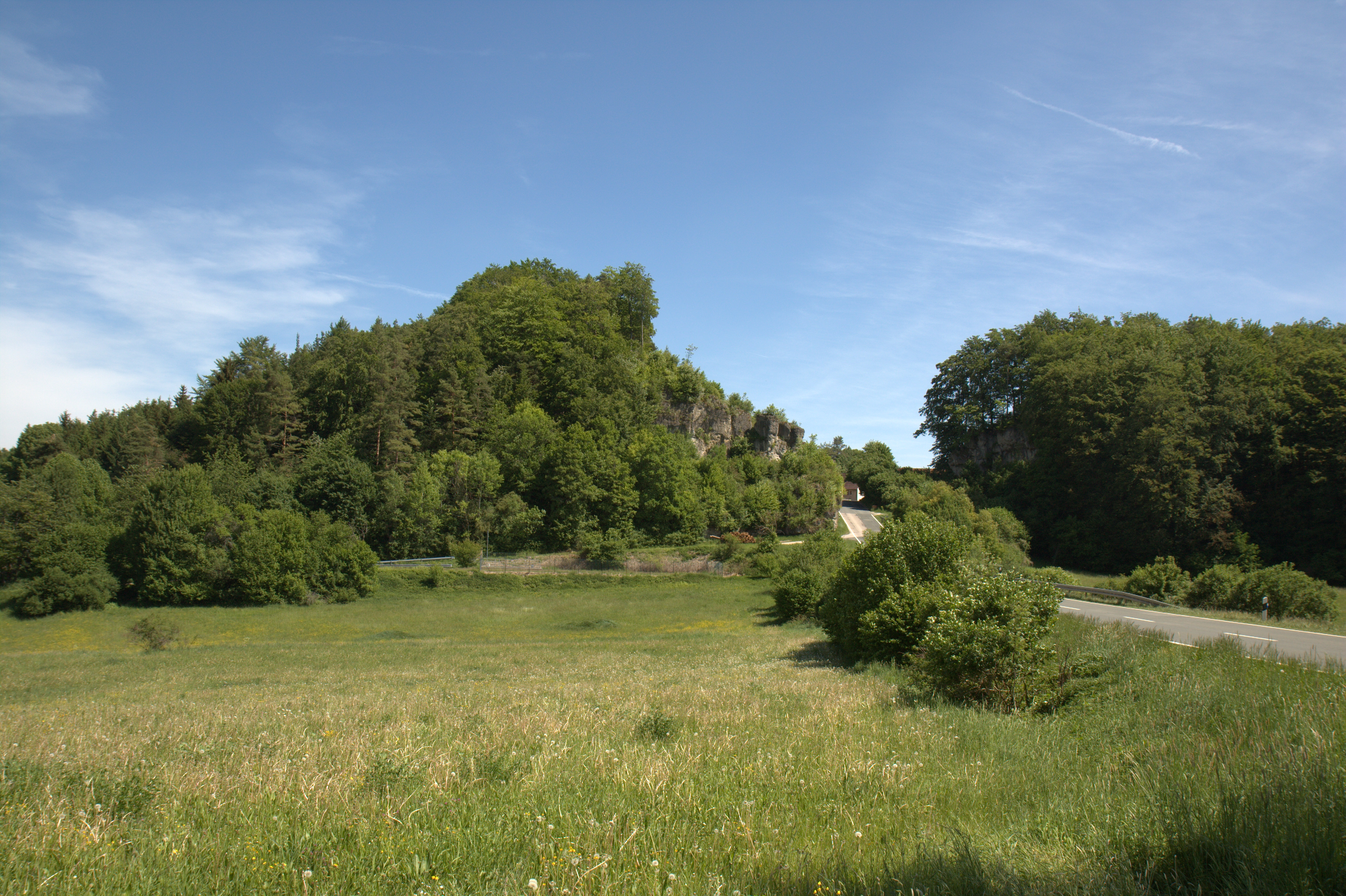
Ansicht des Burgstalls aus südwestlicher Richtung

Die Stelle der ehemaligen Burg befindet sich auf 556 m ü. NN in der südlichen Fränkischen Schweiz, einem Teil des Frankenjuras, direkt neben der südwestlichen Dorfausfahrt der B 2 in Richtung Hiltpoltstein auf einem Felsriff. Sie liegt etwa 300 Meter westsüdwestlich der Ortsmitte von Leupoldstein oder 2570 Meter nordwestlich der evangelisch-lutherischen Pfarrkirche Sankt Mariä Geburt in Betzenstein.
In der Nähe befinden sich noch weitere ehemalige mittelalterliche Burgen, in nordwestlicher Richtung liegt die Burgruine Leienfels, der Burgstall Leuenstein befindet sich über der Ortschaft Greisch und die Burgruine Bärnfels über dem gleichnamigen Dorf. Auch im nur 2,7 Kilometer westlich gelegenen Obertrubach wird ein weiterer Burgstall vermutet. Ebenfalls nur wenige Kilometer südlich bzw. südöstlich liegen die Burgruinen Stierberg und die Burg Betzenstein.
4000 Meter nordöstlich befand sich auf dem 484 Meter hohen Burgstall eine weitere abgegangene Burg.

## Geschichte der Burg

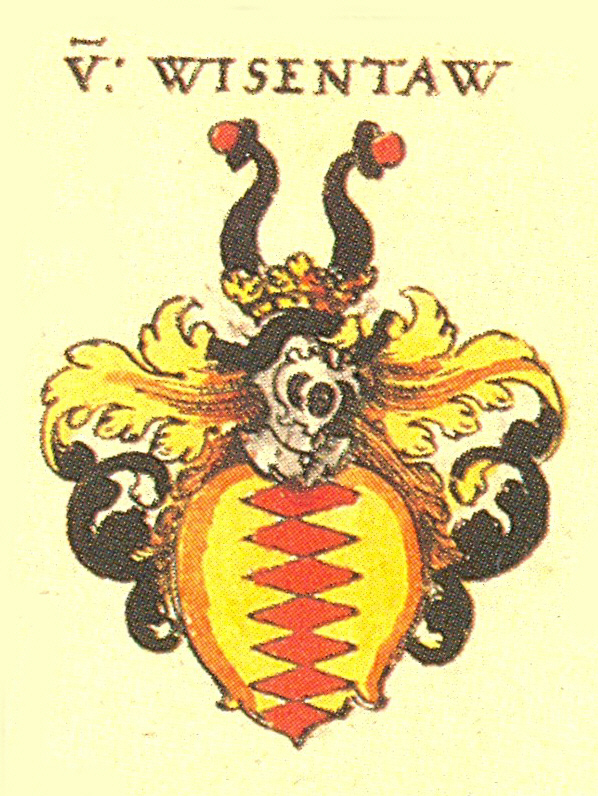
Wappen der Familie von Wiesenthau nach Siebmachers Wappenbuch

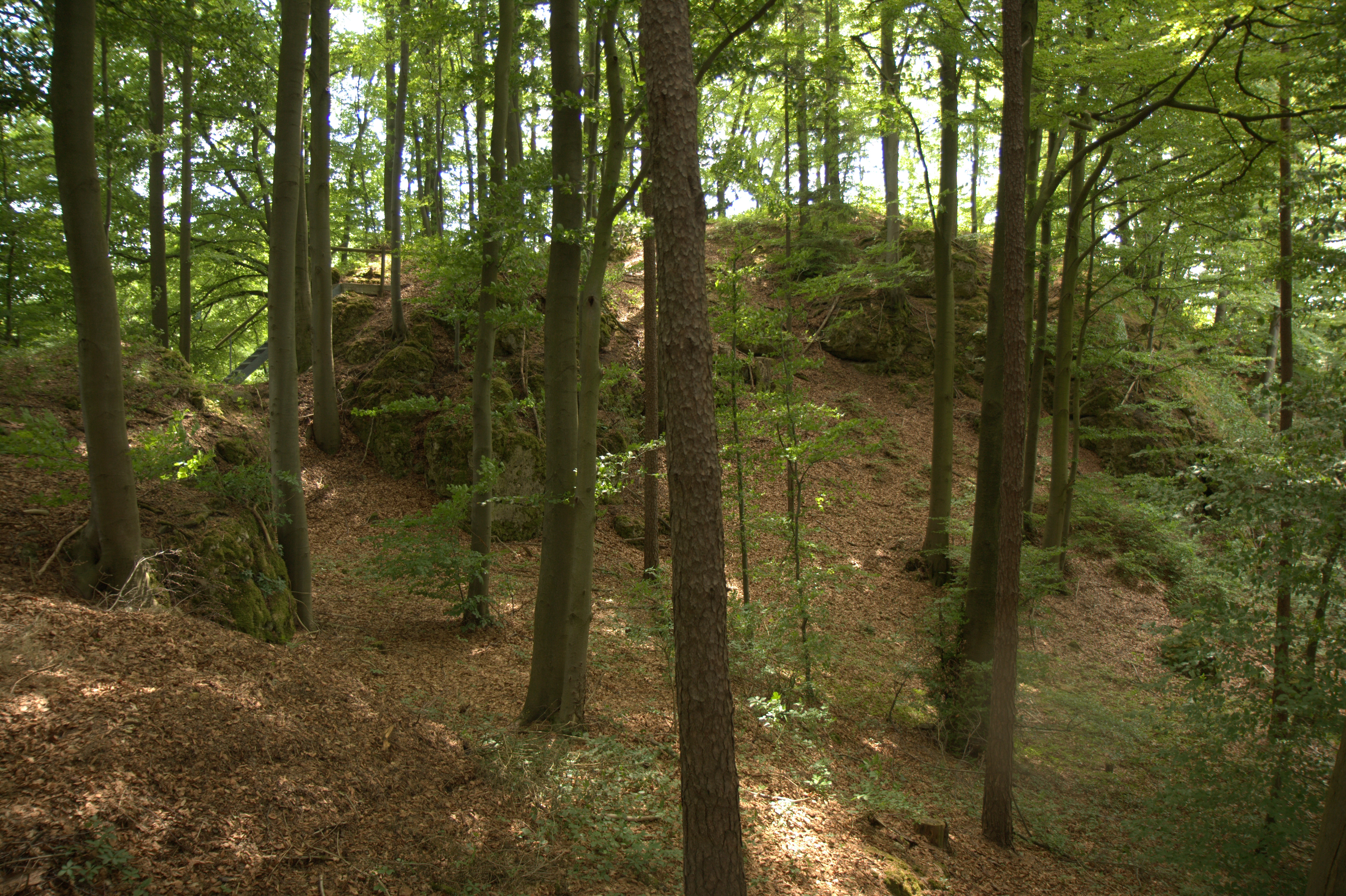
Ansicht des Burgfelsens aus westlicher Richtung

Über die frühe Geschichte der Burg Leupoldstein ist nichts bekannt, nach dem Nürnberger Burgenforscher Hellmut Kunstmann könnte sie aber schon vor dem Jahr 1100 gegründet worden sein. Burgen mit der Namenszusammensetzung eines Personennamens und dem Wort Stein wurden nach Kunstmann im ostfränkischen Raum oft schon zu dieser frühen Zeit gegründet, auch wenn es für die Burg Leupoldstein aus dieser Zeit noch keine urkundlichen Nennungen gibt.
Beispiele dafür sind die Burg Gößweinstein, die schon 1076 erstmals genannt wurde, die Burg Hiltpoltstein, Ersterwähnung 1109, die ehemalige Burg Gernotenstein bei Michelfeld, die in der Stiftungsurkunde des Klosters Michelfeld 1119 erwähnt wird und die Burg Pottenstein, die vermutlich zwischen 1057 und 1070 gegründet wurde.
Nach der Vita des 1139 verstorbenen Bischofs Otto I. von Bamberg gehörte die Burg Leupoldstein zu den sechs Burgen, die er zu seinen Lebzeiten erworben hatte. Er übergab die Burg an das von ihm 1119 gegründete Kloster Michelfeld.
Im Jahr 1194 nannten sich erstmals zwei Ministeriale des Hochstiftes Bamberg, „Ebermarus uet Egilolfus de Luipoltstein“ nach der Burg Leupoldstein. Dass die Burg weiterhin in der Hand der Bamberger Bischöfe war, zeigt ein Eintrag im bischöflichen Urbar A von 1323/27. Dort heißt es: „Leupoltzstein castrum est epi[scopi] et villa ibidem adiacens“ (die Burg Leupoldstein und das daranliegende Dorf gehören dem Bischof).
Einige Jahre nach der Erwähnung im Urbar A wurde das Ministerialengeschlecht von Wiesenthau mit der Burg belehnt. 1370 mussten sich die Brüder Eyring, Cunrad, Heinrich und Sybrecht von Wiesenthau gegenüber dem Hochstift Bamberg mit einem Öffnungsrecht und einem Vorkaufsrecht für Bamberger Vasallen verpflichten.
1375 kam es zwischen den Brüdern Eberhard auf der einen Seite und Volland und Eyring von Wiesenthau andererseits zum Streit, in dessen Verlauf Teile der Familie aus der Burg vertrieben wurden. Daraufhin mussten Truppen unter Bischof Lamprecht vor die Burg ziehen, und diese belagern, um den Vertriebenen zu ihrem Recht zu verhelfen. Zu einem Kampf kam es wohl nicht, da sich die Belagerten auf Gnade und Ungnade dem Bischof ergaben und sich verpflichteten, ihre früheren Abmachungen mit dem Bistum wieder einzuhalten.
Am 17. August 1386 wurde die „halbe Veste zu dem Leupoldstein“ an den Egloffsteiner Hartung VII. für 1050 Pfund Haller verkauft.
Erstmals zerstört wurde die Burg im Jahr 1397, nachdem Dietrich von Wiesenthau sich als Raubritter betätigt hatte. König Wenzel zog, unter anderem auf Drängen der Reichsstadt Nürnberg, vor die damaligen Raubburgen Reicheneck bei Happurg, Spies, Leuenstein und die Burg Leupoldstein, die eingenommen und zerstört wurde mit dem Verbot des Wiederaufbaus. Dietrich musste am 21. Oktober 1397 geloben, sich für die Zerstörung der Burg nicht zu rächen. König Ruprecht, Nachfolger König Wenzels, erteilte am 6. Januar 1401 der Reichsstadt Nürnberg das Recht, den Wiederaufbau der vier Raubburgen auch mit Gewalt zu verhindern, um so vor den vielen Räubereien in Zukunft geschützt zu sein. Die Reichsstadt ließ sich diese Zusage am 2. Februar 1401 beim Einzug König Ruprechts in die Stadt nochmals ausdrücklich bestätigen, wohl ein Zeichen für die schweren Schäden, die der Handel der Reichsstadt aus den vier Burgen erlitten hatte. Ob aber die ganze Burg bei der Strafaktion zerstört wurde oder nur der Besitzanteil Dietrichs, ist nicht bekannt. Da noch Mitglieder der von Wiesenthau bis 1422 und der von Egloffstein bis 1423 mit Teilen der Burg belehnt wurden, vermutet Kunstmann nur eine Teilzerstörung von Burg Leupoldstein.
Die endgültige Zerstörung der Burg wird von Kunstmann im Hussitenkrieg um das Jahr 1430 vermutet, da sie ab 1423 nicht mehr in den bischöflichen Lehensbüchern erwähnt ist.
Ab dem Jahr 1514 und noch mehrmals im 16. Jahrhundert erschien die Burg Leupoldstein wieder, allerdings als Burgstall, also als zerstörte Burg, im Lehensbesitz der Egloffsteiner. Der letzte Eintrag im Lehensbuch stammt aus dem Jahr 1673. Auf einer Karte von 1607 ist die Burg noch als Ruine bezeichnet, 1728 war die Burgstelle weitgehend abgeräumt. 1842 beschrieb Josef Heller noch geringe Mauerreste, die aber bei dem Bau des Leupoldsteiner Wasserwerkes im Bereich der Burg beseitigt wurden.
Heute ist die Stelle der ehemaligen Burg dicht mit Wald bewachsen. Auf einem tiefer liegenden Absatz des Burgplateaus sind noch Mörtelspuren und Hohlziegelreste und im östlichen Bereich völlig überwachsene Grundmauerreste, vermutlich eines Turmes, zu finden. Der frei zugängliche Burgstall dient als Aussichtspunkt und Rastplatz, es wurden dort mehrere Sitzbänke aufgestellt.
Das vom Bayerischen Landesamt für Denkmalpflege als „Mittelalterlicher Burgstall“ erfasste Bodendenkmal trägt die Denkmalnummer D-4-6334-0015.